# Само един свят не стига
„Само един свят не стига“ е деветнадесетият филм от поредицата за Джеймс Бонд и третият с актьора Пиърс Броснан в ролята на агент 007.

## Сюжет
Внимание:  Текстът по-долу разкрива сюжета на произведението (или части от него)!
С помощта на коварен план в централния щаб на МИ-6 е взривен богатият петролен магнат Робърт Кинг. Дъщеря му Електра, станала жертва на отвличане, продължава работата на баща си – изграждането на петролопровод в Азербайджан. „M“, който лично познава семейството Кинг, възлага на Джеймс Бонд разследването на убийството. Освен това някой извършва саботаж, с цел да се попречи на строителството, и организира убийството на Електра. Възможно е зад всичко това да стои Ренард, един от най-опасните терористи в света.
Бонд се опитва да защити Електра и строителството. Скоро обаче става ясно, че атаката срещу петролопровода е само част от хитрия план на Ренард. Основната му цел е терористичен акт, чрез който да се достигне до промяна в световен мащаб на търговията с нефт…

## В ролите
| Актьор            | Роля                                                                                             |
| ----------------- | ------------------------------------------------------------------------------------------------ |
| Пиърс Броснан     | Джеймс Бонд                                                                                      |
| Софи Марсо        | Електра Кинг                                                                                     |
| Давид Калдер      | Робърт Кинг, баща на Електра Кинг                                                                |
| Робърт Карлайл    | Ренард                                                                                           |
| Дениз Ричардс     | д-р Кристмас Джонс                                                                               |
| Джуди Денч        | „М“, шефът на МИ-6                                                                               |
| Салмон Колин      | Чарлз Робинсон, заместник на „М“                                                                 |
| Саманта Бонд      | мис Мънипени, секретарка на „М“                                                                  |
| Десмонд Левелин   | „Q“, началник на техническия отдел на МИ-6, създател на много невероятни устройства за агент 007 |
| Джон Клийз        | „R“, заместник на „Q“                                                                            |
| Роби Колтрейн     | Валентин Жуковский, бивш служител на КГБ, криминален бизнесмен, която помага на Бонд             |
| Серена Скот Томас | д-р Моли Вармфлеш, лекарка от МИ-6                                                               |
| Джон Серу         | Габор, бодигард на Електра Кинг                                                                  |
| Улрих Томсен      | Саша Давидов, шеф на охраната на Електра Кинг                                                    |

## Музика на филма
„Началната“ песен за филма е написана от Дейвид Арнолд и Дон Блек. Това е петото им сътрудничество за филмите на „бондиана“. Песента изпълнена от групата „Garbage“.

## Интересни факти
- Това е последният филм на актьора Десмонд Левелин, който играе в „бондиана“ в ролата на „Q“ от 1963 г. Левелин умира в автомобилна катастрофа през декември 1999 година.
- „Колата“ на Джеймс Бонд в този филм е BMW Z8.
- В ролята на „строящия се петролопровод“ е реалния Нефтпровод Баку-Тбилиси-Джейхан.
- Във филма за първи път в „бондиана“ се използва технология за съраунд звук – Dolby Digital EX 6.1.
- Заглавието на филма „Само един свят не стига“ (World Is Not Enough) е английският превод на латинския израз „Orbis non sufficit“. Това е бил истинския девиз на сър Томас Бонд, един от най-знатните благородници на Англия по време на царуването на крал Чарлз II.

|  | Тази страница частично или изцяло представлява превод на страницата „И целого мира мало“ в Уикипедия на руски. Оригиналният текст, както и този превод, са защитени от Лиценза „Криейтив Комънс – Признание – Споделяне на споделеното“, а за съдържание, създадено преди юни 2009 година – от Лиценза за свободна документация на ГНУ. Прегледайте историята на редакциите на оригиналната страница, както и на преводната страница, за да видите списъка на съавторите. ВАЖНО: Този шаблон се отнася единствено до авторските права върху съдържанието на статията. Добавянето му не отменя изискването да се посочват конкретни източници на твърденията, които да бъдат благонадеждни. |